# Cercle d'estrelles

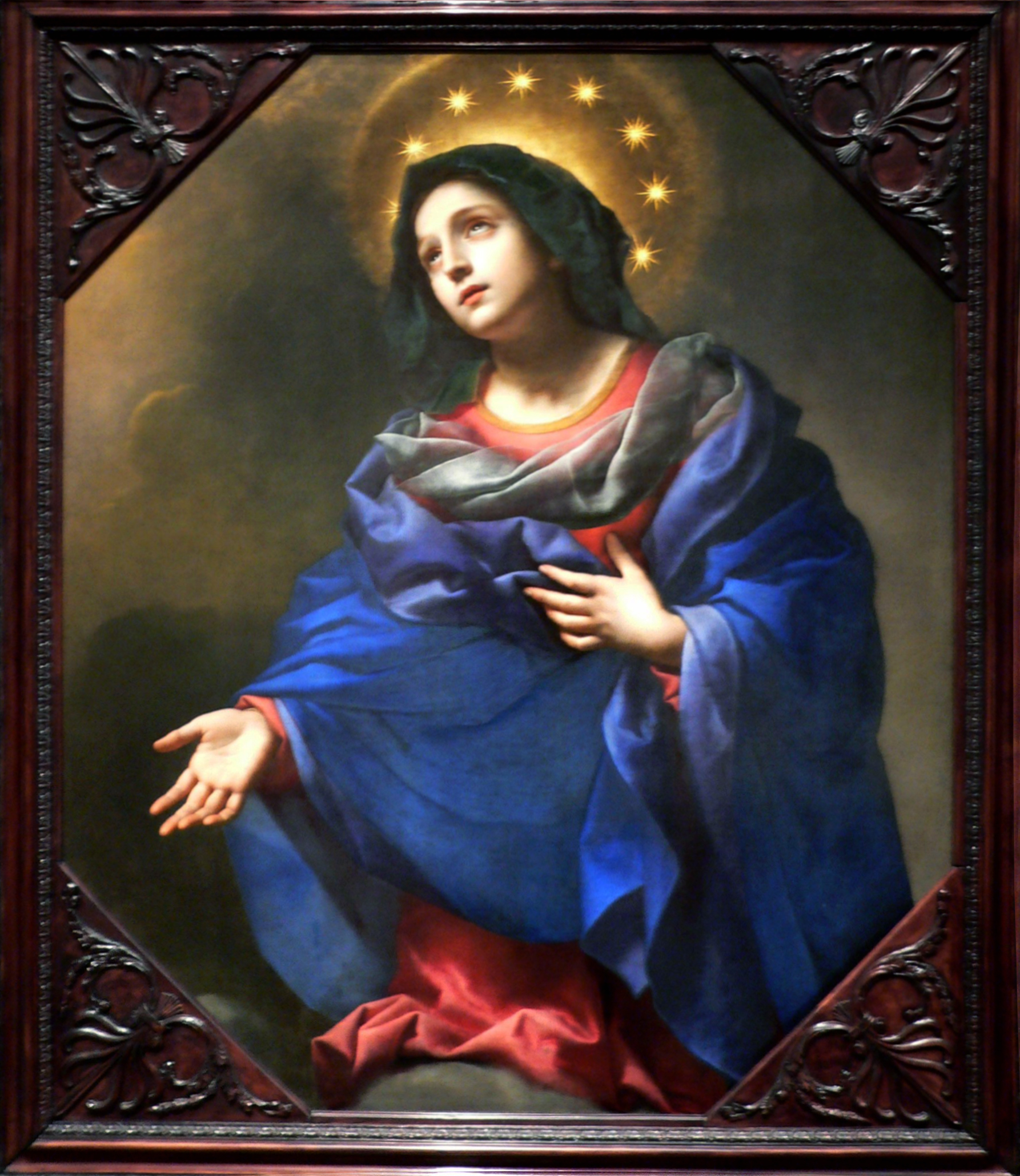
Carlo Dolci, Madonna en Glòria, ca. 1670, oli sobre tela, Iris & B. Gerald Cantor Center for Visual Arts (Estats Units)

Els cercles d'estrelles solen representar la unitat, la solidaritat i l'harmonia en banderes segells i cartells, a més d'aparèixer en motius iconogràfics cristians relacionats amb la Dona de l'Apocalipsi i art al·legòric barroc que ocasionalment presenta la Corona de la Immortalitat. Fora de contextos cristians, el zodíac és un antic cercle d'estrelles en el qual algunes estrelles es combinen simbòlicament en dotze signes astrològics coneguts com a constel·lacions.